# Hawker P.1127
Die  Hawker P.1127 war ein VTOL-Flugzeug, das Anfang der 1960er Jahre als Versuchsflugzeug und Erprobungsträger für ein zukünftiges Einsatzflugzeug der Royal Air Force (RAF) entwickelt wurde. Über die Version Kestrel, die der Erprobung unter Einsatzbedingungen diente, führte die Entwicklung zur Hawker Siddeley Harrier, dem ersten, vor der Jakowlew Jak-38 und der aktuellen Lockheed Martin F-35, in Serie produzierten VTOL-Starrflügelflugzeug.

## Geschichte

### Das Wibault-Antriebskonzept als technische Voraussetzung

Prinzip des Wibault-Antriebskonzepts für das geplante VTOL-Flugzeug Gyroptère

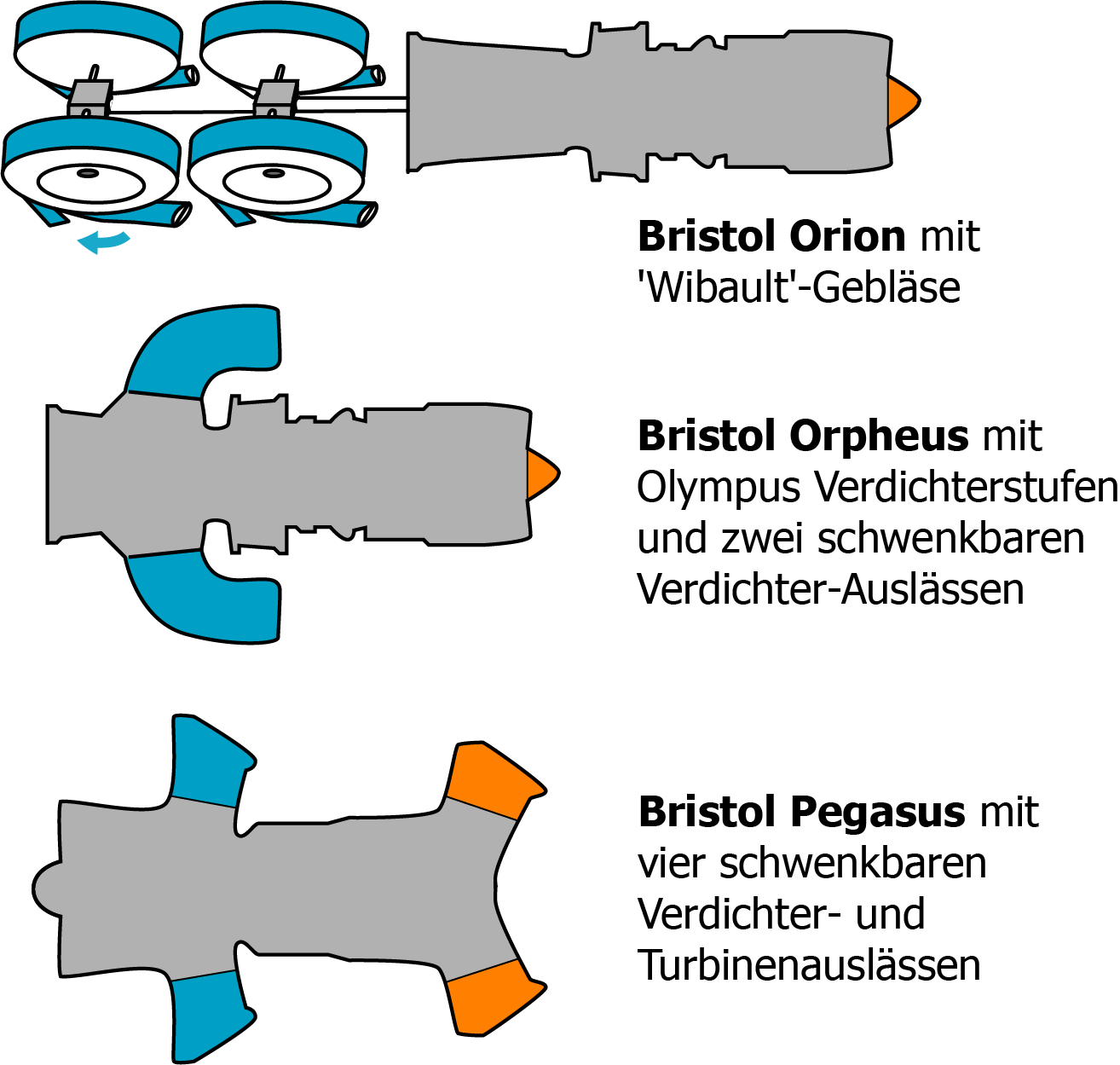
Schematische Darstellung der Entwicklungsstufen des P.1127-Antriebs

Die Ursprünge des bei der P.1127 verwendeten Konzepts zur Erlangung der VTOL-Fähigkeit gehen zurück auf eine Entwicklung des französischen Konstrukteurs Michel Wibault aus dem Jahr 1954. Im Februar 1956 stellte Wibault seinen Entwurf eines Bodenkampfflugzeugs (Gyroptère) dem französischen Luftfahrtministerium vor. Sein Antriebskonzept verwendete statt eines konventionellen Düsenaustritts einen verstellbaren Strahlausgang. Die Planungen sahen hierfür das Turboprop-Triebwerk Bristol BE.25 Orion vor, welches vier Radialgebläse antrieb, die vor dem Hauptantrieb angeordnet waren. Die Gehäuse der Gebläse waren drehbar, so dass der Schub in der Richtung zwischen vertikal und horizontal verändert werden konnte. Das Flugzeug sollte so in der Lage sein, senkrecht zu starten und zu landen. Das Orion-Triebwerk wurde gewählt, da es die leistungsstärkste verfügbare Wellenturbine war.
Das Luftfahrtministerium war anfangs geneigt, das Konzept als in der Praxis nicht umsetzbar total abzulehnen. Schließlich wurde ihm jedoch geraten, Kontakt mit dem von den USA finanzierten Mutual Weapons Development Programme (MWDP) und der Advisory Group Aeronautical Research and Development (AGARD) der NATO aufzunehmen. Ein Expertenteam des MWDP führte daraufhin eine tiefgehende Untersuchung des Wibault-Konzepts durch und zog dabei auch den Technischen Direktor von Bristol Engines Stanley G. Hooker zu Rate. Zu dieser Zeit arbeitete das MWDP zusammen mit dem Triebwerkshersteller am Orpheus-Triebwerk für die Fiat G.91. Hooker hatte bereits 1953 während seiner Zeit bei Rolls-Royce mit dem Thrust-Measuring-Rig die prinzipielle Machbarkeit eines auf dem Strahlantrieb basierenden VTOL-Konzepts aufgezeigt.
Hooker beurteilte den Antriebsentwurf von Wibault als für den praktischen Einsatz wegen des großen Raumbedarfs als nicht geeignet. Stattdessen wurde von ihm eine Weiterentwicklung vorgeschlagen, bei der die Luft aus einem zentralen Axialverdichter über zwei drehbare Rohre auf beiden Seiten eines Flugzeugrumpfes ausströmen konnte. Am Triebwerksende sollte sich der normale Düsenauslass befinden. Damit wäre zwar kein VTOL-Einsatz möglich gewesen, hätten dem Flugzeug aber STOL-Eigenschaften verliehen.
Gordon Lewis von Bristol schlug dann vor, ein Bristol-Orion-Triebwerk mit einem großen Frontbläser (Fan) zu verbinden, von dem aus hochverdichtete Luft nach links und rechts zu Auslassdüsen geleitet werden konnte. Diese Konstruktion (Bristol BE.48) war die erste einer Reihe von Entwicklungen, die Wibaults grundlegende Idee in ein praktisch verwertbares Antriebssystem überführten. Wibault und Lewis erhielten auf dieses Triebwerkkonzept am 29. Januar 1957 ein Patent. Weitere Untersuchungen ergaben, dass das Orion-Triebwerk durch das neue Orpheus-Strahltriebwerk, das leichter und billiger herzustellen war, aber etwa den gleichen Schub lieferte, ersetzt werden sollte. In einer weiteren Entwicklungsstufe des nun BE.52 genannten Triebwerks wurde der Gasgenerator (Verdichter, Brennkammer und Turbine) des Orpheus-Triebwerks zusammen mit drei freilaufenden Verdichterstufen des Niederdruckteils des Olympus verwendet. Getrennte Lufteinlässe waren notwendig für den Bläser und das Orpheus-Triebwerk.

### Kontakt zu Hawker
Auf der Pariser Luftfahrtschau von 1957 traf sich Sydney Camm, der Chefkonstrukteur von Hawker mit Major Gerad Morel, der als französischer Repräsentant von Bristol Engines und Hawker agierte. Morel machte Camm mit den neuen Triebwerkskonzepten von Bristol und den Möglichkeiten eines zukünftigen Einsatzes in VTOL-Kampfflugzeugen bekannt. Camm beauftragte seinen Mitarbeiter Ralph Hooper mit der Untersuchung, welche Art von Flugzeug die besonderen Möglichkeiten des BE.52 am besten ausnutzen könnte. Hooper erkannte schnell, dass der Schub des Triebwerks nicht ausreichen würde, eine nennenswerte Waffenzuladung zu transportieren und entwarf daraufhin ein kleines dreisitziges STOL-Verbindungsflugzeug. Der erste Entwurf hierfür datiert vom 28. Juni 1957 und erhielt bereits die Projektbezeichnung P.1127. Selbst mit einem Standwinkel von 30° zwischen Boden und Flugzeugrumpf lag eine V/STOL-Fähigkeit aus Gewichtsgründen noch außerhalb der Möglichkeiten.

### Pegasusentwicklung
Das Konstruktionsteam von Hawker konnte sich nach dem Scheitern des P.1121-Projekts (ein Mach-2,5-Luftüberlegenheitsjäger) ganz auf die Weiterentwicklung des ersten P.1127-Entwurfs konzentrieren. Hooper hatte die entscheidende Idee den zweigeteilten, „verzweigten“ Düsenauslass des Rolls-Royce-Nene-Triebwerks der Hawker Sea Hawk auch beim BE.53 zu verwenden. Nach Diskussionen zwischen Hawker und Bristol wurde entschieden, sowohl die Niederdruck- als auch die Hochdruck-Gasauslässe drehbar zu gestalten. Um den Schub zu erhöhen, wurde Anfang 1958 ein zweistufiger transsonischer Fan vorgeschaltet, der es auch erlaubte, mit nur einem Lufteinlass auszukommen. Der Fan rotierte in entgegengesetzter Richtung wie der Hochdruckverdichter, um beim Schwebeflug und geringen Geschwindigkeiten den gyroskopischen Effekt zu minimieren.
Durch den erhöhten Schub konnte erstmals die Konstruktion eines einfachen taktischen V/STOL-Jagdflugzeuges, das in der Lage war, von nicht befestigten Flächen aus zu starten, ins Auge gefasst werden. Das aus den gemeinsamen Anstrengungen von Hawker und Bristol entstandene Triebwerk wurde als BE.53 (ab April 1959 BS.53) Bristol Pegasus 1 bezeichnet. Das erste Pegasus-Triebwerk erbrachte dann im Juli 1959 auf dem Prüfstand einen Schub von 49 kN (11.000 lb). 75 % der Triebwerksentwicklungskosten wurden von der MWDP finanziert, während Bristol die restlichen 25 % übernahm.

### Der erste Prototyp
Im Januar 1959 wurde Hawker informiert, dass das neugegründete britische Ministry of Aviation, trotz dem White Paper von Verteidigungsminister Sandys, das praktisch den Bau weiterer bemannter Kampfflugzeuge untersagte, den Bau von zwei Prototypen in Erwägung zog. Die RAF plante eine Weiterentwicklung der P.1127 als Ersatz für die Hawker Hunter in ihrer Rolle der Luftnahunterstützung zu beschaffen. Hawker wurde ermuntert, schon vor der offiziellen Mittelzusage auf eigenes Risiko mit den Konstruktionsarbeiten zu beginnen. Der ersten vorläufigen Anforderung (GOR.345) vom April 1959 für einen Hunter-Nachfolger folgte im Mai die Leistungsbeschreibung Specification ER 204D. Die zwei beauftragten Prototypen erhielten die RAF-Seriennummern XP831 und XP836. Gleichzeitig liefen umfangreiche Windkanaluntersuchungen, die den Einfluss des Düsenstrahls beim Schweben auf Stabilität, Steuerung, Zellentemperatur usw. anhand von Modellen untersuchte. Die Möglichkeiten des Übergangs vom Schweben in den Horizontalflug (Transition) untersuchte die NASA in ihrem großen Windkanal in Langley.
Den endgültigen Vertrag und die Finanzierungszusage erhielt Hawker am 22. Juni 1960 vom Ministry of Aviation. Die XP831 wurde dann am 15. Juli 1960 von Kingston aus auf der Straße zum Flugplatz Dunsfold (Surrey) transportiert. Das erste für den Flugbetrieb zugelassene Triebwerk Pegasus 2 lieferte Bristol im September und am 13. Oktober wurde es eingebaut.

### Flugerprobung
Vom Beginn des Projekts an war klar, dass zum frühestmöglichen Zeitpunkt mit den Schwebeversuchen begonnen werden sollte, da absehbar war, dass hier bisher unbekannte Probleme auftreten können. Als erstes wurde eine Gitter-Platte hergestellt, die auf einer 1,30 m tiefen mit Beton ausgekleideten Grube auflag und die Abmessungen 26,80 m × 12,20 m (88 × 40 ft) aufwies. Die Abgase wurden unter einer Abdeckung durchgeleitet, bevor sie über eine aufwärts gerichtete Rampe abgeleitet wurden. Die „Lippe“ der Triebwerkseinläufe bestand aus Metall.
Der Testpilot Bill Bedford begann das Entwicklungsprogramm mit vier Rollversuchen auf dem Dunsfold Aerodrome. Vor dem ersten Flug wurde sämtliche entbehrliche Ausrüstung mit einem Gesamtgewicht von 320 kg (700 lb) ausgebaut, um Gewicht zu sparen. Nur 17 Monate nach dem Beginn des Zellenbaus führte Bedford am 21. Oktober 1960 über dem Gitter den ersten gefesselten Schwebeflug durch. Die Maschine wurde dabei mit je einem Stahlseil an der Bugfahrwerksstrebe und an beiden Tragflächenenden am Boden gehalten, die Bewegungsfreiheit der Maschine betrug etwa 4 ft, bevor eine Vielzahl von schweren Eisenscheiben die Kabel sukzessive anspannten. Beim zweiten Schwebeflug am 24. Oktober brach ein Kabel, worauf die Haltekabel generell verstärkt wurden.
Der erste Teil des Flugversuchsprogramms wurde mit zwei ungefesselten Schwebeflügen am 19. November und einem dritten am 24. November, diesmal auf einer Betonfläche, abgeschlossen. Diese „Flüge“ dauerten im Mittel jeweils nur etwa eine Minute. Nach den zufriedenstellenden Erprobungsergebnissen bestellte das Luftfahrtministerium am Jahresende vier weitere Prototypen der P.1127 mit den RAF-Seriennummern XP972, XP976, XP980 und XP984.
Nach dem Transport zum Royal Aircraft Establishment (RAE) am 6. März 1961 führte XP831 am 13. März den ersten konventionellen Flug durch. Mit den insgesamt zehn Flügen konnte nachgewiesen werden, dass das Triebwerk bei den erreichten Geschwindigkeiten von bis zu Mach 0,8, Höhen bis 30.000 ft und Beschleunigungen bis 4,7g zufriedenstellend funktioniert. Im Mai/Juni 1961 wurden die Schwebeflüge wieder aufgenommen. Bei den insgesamt 51 durchgeführten Schwebeflügen wurden Höhen bis rund 30 m (100 ft) erreicht.
Der zweite Prototyp XP836 nahm mit seinem Erstflug am 7. Juli 1961 ebenfalls das Flugprogramm auf. Die erste vollständige Transition (Übergang vom Schwebeflug in den Horizontalflug) gelang mit der XP831 erstmals am 12. September 1961. Auch in zahlreichen weiteren Flügen konnte bestätigt werden, dass Transitionen ohne besondere Schwierigkeiten möglich waren. Im Sturzflug gelang es der XP836 am 12. Dezember 1961 als erstem VTOL-Flugzeug Mach 1 zu überschreiten. Schon zwei Tage später stürzte die Maschine jedoch ab, als sich die linke vordere Schwenkdüse im Flug löste. Der Testpilot Bill Bedford konnte sich aus 60 m Höhe mit dem Schleudersitz retten. Als Folge des Unfalls wurden zukünftig die vorderen („kalten“) Auslässe statt aus Glasfaser aus Stahl hergestellt.

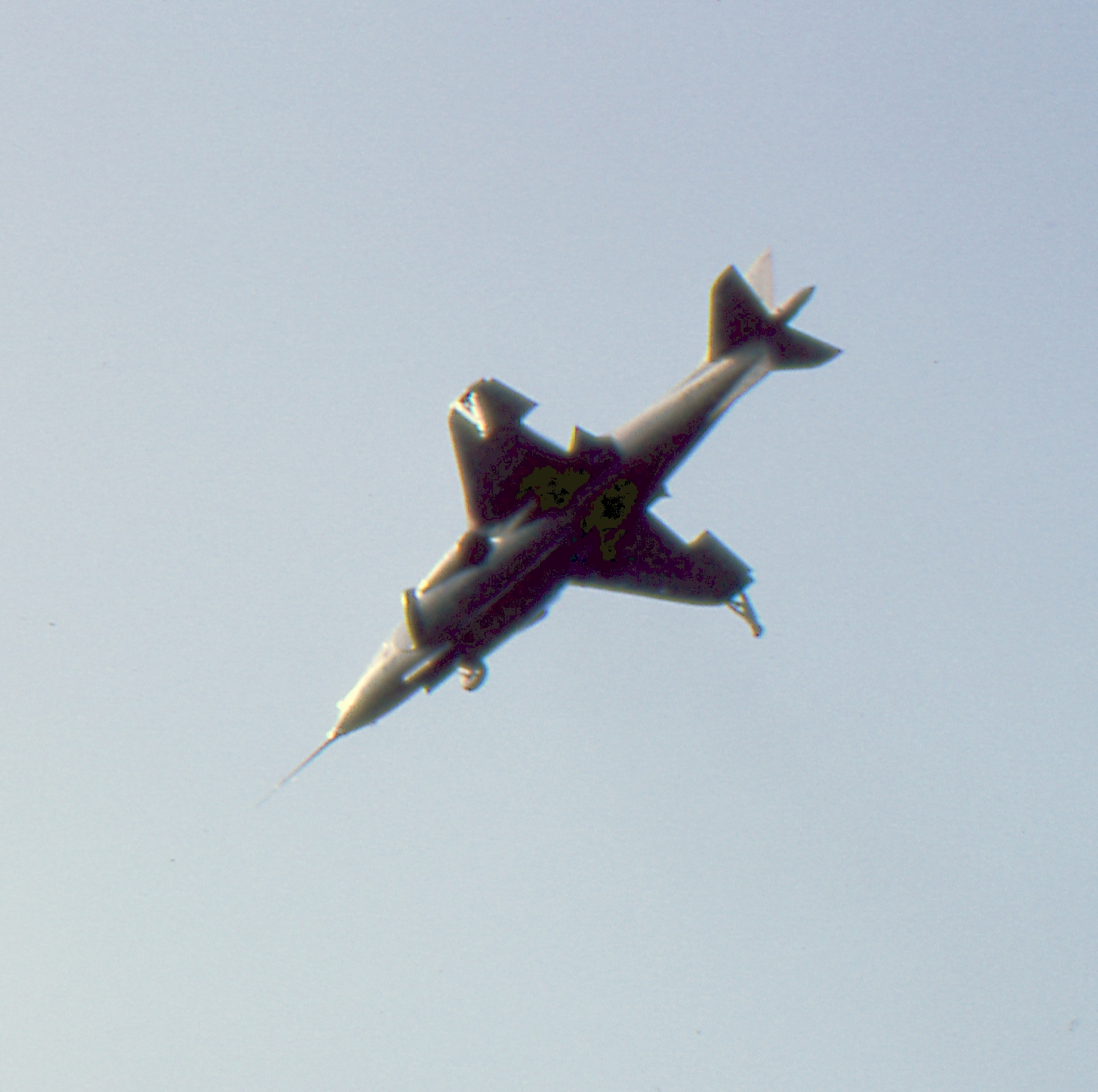
Der zweite Prototyp XP972 in Farnborough am 8. September 1962

Der dritte Prototyp startete zum ersten Mal am 5. April 1962, gefolgt von XP976 als viertem Prototyp am 12. Juli. Sowohl XP831 als auch XP972 boten bei einem gemeinsamen Auftritt auf der 23. SBAC Show in Farnborough ein in der Öffentlichkeit vielbeachtetes Flugprogramm. Hierzu gehörten zum Beispiel auch Rückwärtsflüge mit 40 km/h. Am 30. Oktober 1962 stürzte XP972 infolge eines Lagerschadens und eines nachfolgenden Triebwerksbrandes ab, wobei der Pilot unverletzt blieb, das Flugzeug jedoch abgeschrieben werden musste.
Anfang 1963 wurde auf der Ark Royal mit der XP831 die generelle Handhabbarkeit eines VTOL-Flugzeugs auf einem Flugzeugträger untersucht. Der fünfte Prototyp der P.1127, der am 24. Februar 1963 zum ersten Mal flog, wurde zusammen mit der XP831 auf dem Paris Air Salon in Le Bourget vorgeführt. Durch unkontrollierbare Bewegungen der Auslassdüsen kam es bei einer Demonstration der XP831 zu deren Absturz aus dem Schwebeflug, was eine mehrmonatige Reparatur zur Folge hatte. Der sechste und letzte Prototyp der P.1127 flog am 13. Februar 1964 und war die erste Maschine, die nach dem bereits Ende 1962 festgelegten Kestrel-Standard gebaut wurde. Der Rumpf war verlängert und das Pegasus-5-Triebwerk war weiter vorne eingebaut, um die Längsstabilität im konventionellen Flug zu erhöhen. Neben neuen Tragflächen („seventh wing“) besaß dieses Exemplar auch einen Heckfallschirm für Stall- und Trudelversuche.

### Kestrel
Bereits Ende 1962, nachdem 340 Flüge im Rahmen des Versuchsprogramms absolviert waren, fiel die Entscheidung zugunsten des Baus von neun weiteren Vorserienmaschinen, die als Hawker Siddeley Kestrel F(GA) Mk 1 bezeichnet wurden und in der Tripartite Evaluation Squadron (TES) eingesetzt werden sollten. Für die von den USA, Großbritannien und Deutschland finanzierte TES waren ursprünglich 18 Maschinen vorgesehen, ökonomische Gründe führten jedoch zur Halbierung des Auftrages. Die Seriennummern liefen von XS688 bis XS696, als Triebwerk sollte das Pegasus 5 mit einem Schub von 69 kN (15.500 lb) eingesetzt werden.
Die Produktion der Kestrel begann Mitte 1963. Gegenüber der P.1127 besaßen die Kestrel, neben anderen Verbesserungen, ein überarbeitetes Cockpit und an jeder Tragfläche eine Aufhängung für Zusatztanks oder Raketen. Letztere wurden jedoch nicht verwendet. Außerdem wurde das Rumpfmittelteil verlängert und das Triebwerk rückte um 22 cm (9 in) relativ zum Rumpfheck nach vorne. Die Spannweite wurde geringfügig verringert. Die erste Maschine (XS688) führte ihren Flug am 7. März 1964 durch und hatte bis Ende Mai 30 Flüge absolviert. Die Erprobung führte unter anderem dazu, dass die aufblasbaren Gummilippen der Triebwerkseinläufe bei den folgenden Maschinen durch Metalllippen ersetzt wurden. Nach insgesamt 800 Flügen der P.1127 und 340 Kestrel-Flügen konnte ein ausreichender Standard des Senkrechtstarters für den Einsatz in der TES, der am 15. Oktober 1964 begann, festgestellt werden.
Der Einsatz des TES, der am 30. November 1965 endete, zeigte nach neun Monaten mit insgesamt 938 Einsatzflügen und über 600 Flugstunden die uneingeschränkte Verwendung für den vorgesehenen V/STOL-Einsatz von behelfsmäßigen Landeplätzen. Ein Flugzeug (XS696) musste abgeschrieben werden, wobei der Pilot jedoch nicht verletzt wurde. Eigentlich war vorgesehen, dass nach der Auflösung des TES jedes Land seinen Anteil am Kestrelbestand übernimmt. Deutschland zeigte jedoch kein Interesse an den beiden ihm zugeordneten Maschinen, sodass diese zusammen mit den vier amerikanischen Exemplaren in die USA verschifft wurden. Die sechs Flugzeuge erhielten dort anfangs die Bezeichnung VZ-12, die aber schließlich in XV-6A geändert wurde. In den folgenden drei Jahren flogen Piloten der US Air Force, der US Army, der US Navy und des US Marine Corps die Flugzeuge im Rahmen der Tri-Service Trials. Zwei der eingesetzten Flugzeuge erhielt die NASA.

## Konstruktion
Die P.1127 war ein Entwurf, der im Wesentlichen um das BS.53-Pegasus-Triebwerk herum konstruiert wurde. Die Struktur der Flugzeugzelle bestand hauptsächlich aus Leichtmetalllegierungen mit Komponenten aus Titanbasislegierungen und Stahl. Zum Ausbau des Triebwerks konnte dieses nach dem Entfernen der Tragfläche nach oben aus dem Rumpf herausgehoben werden. Die Tragfläche selbst war einteilig ausgeführt, wies eine deutliche negative V-Stellung auf und besaß einfache Klappen und Querruder. Das Leitwerk bestand aus einer gepfeilten Flosse und Seitenruder und einem einteiligen gepfeilten Höhenruder. Der Pilot saß auf einem Martin-Baker-Mk.-6-Schleudersitz.
Für die Steuerung bei geringen Fluggeschwindigkeiten, wenn die aerodynamische Steuerung noch nicht wirksam ist, werden Flatterventile verwendet. Die Ventile befinden sich in der Flugzeugnase, im Heck und an den Tragflächenenden, wobei Luft mit hohem Druck über Rohre vom Triebwerk als Zapfluft zu den Ventilen geführt wird. Die Ventile sind verbunden mit den am nächsten liegenden aerodynamischen Steuerelementen mit Ausnahme des Bugventils, das getrennt mit dem Steuerknüppel bedient wird. Die Zapfluft wurde automatisch zugeschaltet, sobald die Triebwerksdüsen aus der horizontalen Stellung heraus bewegt wurden.
Das von Dowty hergestellte Tandemfahrwerk wurde zum einen aus Gewichtsgründen, zum anderen aber auch wegen der Lage der hinteren Düsenauslässe gewählt. Das in der Nähe des Schwerpunkts liegende doppelt bereifte hintere Fahrwerk fuhr genauso wie die Ausleger an den Tragflächen nach hinten ein, während das einfach bereifte Bugrad nach vorne eingefahren wurde. Die interne Tankkapazität betrug 2650 l (585 gal), an den beiden Tragflächenstationen konnte statt einer Waffenzuladung auch jeweils ein Zusatztank mitgeführt werden.
Die Steuerung erfolgte konventionell über einen Steuerknüppel und Ruderpedale, mit denen sowohl die aerodynamischen Steuerflächen, als auch die Flatterventile bedient wurden. Zur Steuerung des Schubvektors war neben dem Leistungshebel des Triebwerks ein weiterer Hebel angeordnet. Dieser Hebel war das einzige zusätzliche Steuerelement, das für die Ausnutzung der VTOL-Fähigkeit des Flugzeugs notwendig war. Eine Rückwärtsbewegung schwenkte die Düsen nach unten, ein fester Anschlag begrenzte die Bewegung beim Vertikalstart, die Begrenzung für einen STOL-Start war frei einstellbar. Da die Auslässe bis zu 10° nach vorne schwenkbar waren, war auch ein langsamer Rückwärtsflug möglich.

## Weiterentwicklung
Nach Einrichtung der Tripartite Evaluation Squadron begann Hawker mit den konkreten Planungen für eine Überschallversion der P.1127. Erste Untersuchungen hierzu hatten bereits 1960 mit der P.1150 stattgefunden. Hierbei war eine besondere Nachbrennerart vorgesehen, bei dem die Verbrennung hinter dem Frontfan stattfinden sollte („Plenum-Chamber Burning“), um zusätzlichen Schub an den vorderen Verdichterauslässen zu erzeugen. Im August 1961 war der Entwurfsstand der, dass ein Bristol-Siddeley-BS.100-Triebwerk mit 147 kN Schub vorgesehen wurde. Die nun P.1154 genannte Konstruktion sollte damit die in der OR.356 (Operational Requirement 356) festgehaltenen Anforderungen für ein überschallschnelles VTOL-Jagdflugzeug für die RAF und Royal Navy erfüllen. Die Navy verlor jedoch 1964 das Interesse und am 2. Februar 1965 stoppte die neue britische Labour-Regierung die Entwicklung der P.1154 zusammen mit der des Hawker Siddeley-V/STOL-Transporters HS. 681.
Zur gleichen Zeit gab die Regierung bekannt, dass eine weiterentwickelte Version der Kestrel für die RAF beschafft werden würde. Dieses umkonstruierte Muster sollte billiger, wenn auch weniger leistungsfähig als die P.1154 sein, dafür aber deren Avionik weitgehend übernehmen. Die Hoffnung war, dass alle drei an der TES beteiligten Staaten (Großbritannien, USA, Deutschland) dieses Flugzeug anschaffen würden, was aber nicht eintrat. Großbritannien erteilte 1965 einen ersten Auftrag für ein Entwicklungslos (Development Batch) von sechs Vorserienflugzeugen mit der Bezeichnung P.1127(RAF). Deutschland nahm von Bestellungen Abstand, da es seine eigene Entwicklung die VAK 191B favorisierte. Trotz der sehr guten Beurteilungen der Piloten bei den US-amerikanischen Tri-Service Trials wurden jedoch keine weiteren Aufträge erteilt, sodass anfangs die RAF der einzige Betreiber der P.1127(RAF), die schließlich Harrier genannt wurde, blieb.

## Harrier
So sehr sich Kestrel und Harrier auch äußerlich glichen, so waren sie in ihrem „Innenleben“ doch unterschiedliche Konstruktionen. Nur 5 % der Strukturzeichnungen waren für beide Muster gleich. Die auch außen sichtbaren Änderungen betrafen die Lufteinlässe, den Tragflächengrundriss, die Form des Bugs, den Heckabschluss, die Luftbremse und die Leitwerksflosse. Das Fahrwerk wurde komplett umkonstruiert, ebenso wurde der Schwerpunkt der Harrier nach vorne verlagert, um die Längsstabilität beim Mitführen von Außenlasten zu verbessern.
Erste „ausländische“ Aufträge für die Harrier wurden dann im Dezember 1969 vom United States Marine Corps erteilt.

## Verbleib
| Maschine    | RAF-Seriennr. | Erstflug          | Pilot           | Verbleib |
| ----------- | ------------- | ----------------- | --------------- | --- |
| 1. Prototyp | XP831         | 21. Oktober 1960  | Bill Bedford    | Schwer beschädigt auf der Pariser Luftfahrtschau im Juni 1963. Wurde wieder repariert. Letzter Überführungsflug im Oktober 1972. Seit Mai 1992 im Science Museum London. |
| 2. Prototyp | XP836         | 7. Juli 1961      | Bill Bedford    | Abgestürzt am 14. Dezember 1961. Der Pilot Bill Bedford konnte sich mit dem Schleudersitz retten. |
| 3. Prototyp | XP972         | 5. April 1962     | Hugh Merewether | Notlandung mit „wirtschaftlichem Totalschaden“ in Tangmere nach einem Triebwerksausfall am 30. Oktober 1962 beim 49. Flug. Der Pilot Hugh Merewether blieb unverletzt. |
| 4. Prototyp | XP976         | 12. Juli 1962     | Bill Bedford    | Erste 31 Flüge nur konventionell. Dann für unterschiedliche V/STOL Tests eingesetzt (u. a. Steuerungsverhalten, Einsatz auf Grasplätzen, Head-up-Display-Forschung). Ende 1965 ausgemustert und verschrottet. |
| 5. Prototyp | XP980         | 24. Februar 1962  | Bill Bedford    | Für Versuche unterschiedlicher Art eingesetzt. Im Januar 1966 bei Notlandeübungen beschädigt. Im Fleet Air Arm Museum der RNAS Yeovilton mit Harrier-Tragfläche ausgestellt. |
| 6. Prototyp | XP984         | 13. Februar 1963  | Bill Bedford    | Erstes Exemplar mit Kestrel-Konfiguration. Hatte totalen Triebwerksausfall bei Sturzflugversuchen am 19. März 1965 mit gelungener Notlandung. Ende 1965 mit Harrier-Tragfläche ausgestattet und aus P.1127-Programm herausgenommen. Am 31. Oktober 1975 bei Landung schwerbeschädigt. Seit 2000 im Brooklands-Museum ausgestellt. |
| Kestrel 1   | XS688         | 7. März 1964      | Bill Bedford    | 1964 in Farnborough vorgeführt. Am 1. Mai 1964 an die Tripartite Evaluation Squadron (TES) übergeben. Führte 141 Flüge mit dem Kennzeichen „8“ durch. Nach Abschluss des TES-Einsatzes am 30. November 1965 in die USA geliefert. Trug dort die Bezeichnung „XV-6A“ und die USAF-Seriennummer 64-18262 und flog bis zum Januar 1970. Heute USAF-Museum in Ohio ausgestellt. |
| Kestrel 2   | XS689         | 28. Mai 1964      | Hugh Merewether | Am 28. April 1965 an die TES übergeben, Kennzeichen „9“. Gerhard Barkhorn führte mit ihr eine Notlandung durch. Im Februar 1966 mit der s/n 64-18263 an die USAF geliefert. Ab Februar 1967 bei der NASA mit dem Kennzeichen „521“ eingesetzt. Nach 210 Flügen im Januar 1970 außer Dienst gestellt. Seit Mai 1979 im Smithsonian Institution’s National Air and Space Museum ausgestellt. |
| Kestrel 3   | XS690         | 5. August 1964    | Bill Bedford    | Am 11. August 1965 an die TES ausgeliefert (Kennzeichen „0“). Nach dem letzten von 64 TES-Flügen (26. November 1965) wurde sie im Februar 1966 in die USA verschifft. Wurde dort XV-6A mit der s/n 64-18264. Im Mai 1966 auch Versuche auf der Independence. Im August 1966 von der USAF auf die Edwards AFB übernommen. 1968 führte die US Navy Versuche auf der Guam durch. Derzeit im Museum of Army Aviation in Fort Rucker (Alabama) ausgestellt. |
| Kestrel 4   | XS691         | 5. September 1964 | Duncan Simpson  | Mit dem Kennzeichen „1“ direkt nach dem Einfliegen an die TES geliefert, wo sie zur Schulung eingesetzt wurde. Nach dem letzten TES-Flug am 26. November 1965, im April 1966 in die USA verschifft. Wurde dort XV-6A mit der s/n 64-18265 und flog im Naval Air Test Center (NATC) in Patuxent River. Im August 1966 von der USAF übernommen und flog bis Januar 1970 auf der Edwards AFB, dann von der NASA zur Ersatzteilversorgung verwendet. Bei einem Unfall beim Straßentransport zum Virginia Air Power Park zerstört. |
| Kestrel 5   | XS692         | 7. November 1964  | Bill Bedford    | Mit dem Kennzeichen „2“ direkt nach dem Einfliegen an die TES geliefert, wo sie in Dunsfold zur Schulung eingesetzt wurde. Nach dem letzten (234.) TES-Flug am 26. November 1965, im Februar 1966 in die USA verschifft. Wurde dort XV-6A mit der s/n 64-18266. Auch Versuche auf der Independence. Im August 1966 von der USAF übernommen und flog auf der Edwards AFB, dann von der NASA zur Ersatzteilversorgung verwendet. Als XS694/64-18267 (NASA 520) abgeschrieben werden musste, wurde XS692 als zweite NASA 520 wieder flugtüchtig gemacht, im Januar 1970 außer Dienst gestellt. Jetzt im Virginia Air Power Park ausgestellt. |
| Kestrel 6   | XS693         | 25. November 1964 | Duncan Simpson  | Mit dem Kennzeichen „3“ direkt nach dem Einfliegen an die TES geliefert, wo sie in Dunsfold zur Schulung eingesetzt wurde. Am 19. November 1965 letzter (214.) TES-Flug. Verblieb danach in Großbritannien und wurde vor allem für Triebwerksversuche im Rahmen der Harrier-Erprobung eingesetzt. Absturz am 21. September 1967, der Pilot Hugh Rigg konnte sich mit dem Schleudersitz retten. |
| Kestrel 7   | XS694         | 10. Dezember 1964 | Duncan Simpson  | Mit dem Kennzeichen „4“ direkt nach dem Einfliegen an die TES geliefert. Nach dem letzten (191.) TES-Flug am 26. November 1965, im Februar 1966 in die USA verschifft. Wurde dort XV-6A mit der s/n 64-18267. Nach Versuchen auf der Edwards AFB an die NASA überstellt und erhielt dort für Forschungsflüge das Kennzeichen NASA 520. Abgeschrieben nach einem Landeunfall am 27. August 1967, bei dem der NASA-Pilot Lee H. Person unverletzt blieb. Das Flugzeug wurde ausgeschlachtet, die Tragflächen für die Restaurierung der XS688 verwendet.                                                                                     |
| Kestrel 8   | XS695         | 19. Februar 1965  | Duncan Simpson  | Mit dem Kennzeichen „5“ direkt nach dem Einfliegen an die TES geliefert. Nach dem letzten (131.) TES-Flug am 24. November 1965, im Februar 1966 zur RAE Bedford überstellt, flog 1966 bei der A&AEE in Boscombe Down und auf den Luftfahrtschauen in Hannover und Farnborough. Abgeschrieben nach einem Unfall am 15. März 1967. Nach einem Wiederaufbau für Schulungszwecke, unter Verwendung des XS696-Flügels, heute im Magazin des RAF Museums. |
| Kestrel 9   | XS696         | 5. März 1965      | Bill Bedford    | Mit dem Kennzeichen „6“ direkt nach dem Einfliegen an die TES geliefert. Nach vier Flügen am 1. April 1965 Startunfall mit dem US-Army-Piloten Lowell, der unverletzt blieb. Das Flugzeug wurde nicht wieder aufgebaut. |

## Technische Daten
| Kenngröße             | P.1127 (spät)                                             | Kestrel F(GA) Mk.1                             |
| --------------------- | --------------------------------------------------------- | ---------------------------------------------- |
| Besatzung             | 1                                                         | 1                                              |
| Länge (ohne Bugsonde) | 12,55 m (XP984: 12,80 m)                                  | 12,80 m                                        |
| Spannweite            | 7,42 m (XP984: 6,96 m)                                    | 6,96 m                                         |
| Höhe                  | 3,28 m                                                    | 3,28 m                                         |
| Flügelfläche          | 17,19 m²                                                  | 17,28 m²                                       |
| Flügelstreckung       | 3,2                                                       | 2,8                                            |
| Leermasse             | 4627 kg                                                   | 4989 kg                                        |
| Startmasse            | 7031 kg (STOL)                                            | 5897 kg (VTOL)                                 |
| Marschgeschwindigkeit | –                                                         | 843 km/h                                       |
| Höchstgeschwindigkeit | 1150 km/h                                                 | 1207 km/h                                      |
| Dienstgipfelhöhe      | 15.200 m                                                  | 13.700 m                                       |
| Reichweite            | –                                                         | 2000 km                                        |
| Triebwerke            | 1 × Bristol-Siddeley Pegasus 3 (BS. 53/3) mit 49 kN Schub | 1 × Bristol-Siddeley Pegasus 5 mit 69 kN Schub |